# 滑川市民交流プラザ
滑川市民交流プラザ（なめりかわしみんこうりゅうぷらざ）は、富山県滑川市吾妻町にある滑川市立の複合施設である。

## 概要
滑川市内の老人センターの老朽化に伴う建替えおよび、医療、福祉、保健の拠点施設として、また中心市街地活性化の起爆剤として、滑川ショッピングセンター『エール』内の市有地にて、2005年（平成17年）12月22日着工、2007年（平成19年）5月25日に完成、同年6月11日12時にオープンした。
建物はRC造一部S造、地上5階建て、高さ36m、建築面積1,451.32m2、延床面積5,513.64m2。オール電化、免震構造で、全面ガラス張りかつ中央部に円筒状の吹き抜け（アトリウム）がある。多目的トイレが各階に、オストメイト対応のトイレが1階に設置されている。、また、災害時でも市の防災拠点となるように非常用発電装置も備えられている。
一般財団法人 滑川市文化・スポーツ振興財団が指定管理者として管理運営している。

## 入居している施設
1階
- 市民交流サロン

2階
- 滑川市立子ども図書館 - 2015年（平成27年）3月25日開館[3]。
- なお、オープン当初は滑川市の機関（福祉課、健康長寿課、社会福祉協議会、訪問看護ステーションなど）が入居していた[2]。

3階
- 貸し部屋スペース
  - ホール
  - 研修室3室
  - 調理実習室

4階
- スカイレストラン『かしやばし』 - 滑川漁港捕れたての旬の魚料理を堪能出来る[4]。
- 大休憩室
- 軽食コーナー
- 軽運動室

5階
- あいらぶ湯 - 展望入浴施設。 水深333mから取水した全国的にも珍しい塩分濃度3％の海洋深層水原水を活用した『滑川海洋深層水風呂』もある。奇数日と偶数日で男湯・女湯の入れ替えが行われる[5][4]。

屋上
- 展望台